# Vrbljene
Vrbljene je naselje v Občini Ig.
Vas leži pod vznožjem gore Krim (1108m), ob reki Iška. Okoli vasi so kmetijska zemljišča,vsa na ravninskem področju, za vasjo pa gozd, kjer se začne vznožje Krima. Vrbljene je prva vas Dolenjske, saj je meja reka Iška, ki deli Notranjsko in dolenjsko. V vasi je hipodrom, kjer so vsako leto tekmovanja kasačev in preskakovanja ovir s konji.